# Marinski poluotok
Marinski poluotok (Lovrečina) nalazi se u zapadnom dijelu Splitsko - dalmatinske županije. Zauzima jugoistočni prostor istoimene općine. Oplakuje ga Jadransko more (Marinski zaljev, Viniški zaljev, Drvenički kanal i Čiovski kanal).
Naselja na njemu su: Biskupija (dio Vinišća) i stara jezgra Marine. U smjeru zapad - istok, poluotok se pruža 5 i pol kilometra. Na najširem dijelu širok je 3,2 kilometra. Njegova obala je krševita s puno manjih uvala i plaža (marinska i viniška). Neke uvale su: Fangara, Bakakarac, Velika Borovica, Mala Borovica, Jelinak, Pišćena, Komin, Kopače, Kameličina i Bok. 
Na njemu rastu stabla maslina, vinove loze, alepski borovi, makija i niže raslinje sredozemne klime. Otoci u njegovoj blizini su: Vinišće, Tražet, Kluda, Čelice, Pišćena Vela i Pišćena Mala.
Najviši vrh je Velo (288 m) pa Malo (257 m), a još neki vrhovi su Orlice, Glavica i Trkove